# Слюнина (вулкан)
Слюнина — потухший вулкан на водоразделе Срединного хребта у северо-восточного подножия вулкана Хувхойтун на полуострове Камчатка, Россия.
Форма вулкана конусовидная, склоны сильно эродированы карами и барранкосами. Вершина вулкана Слюнина заканчивается остроконечным конусом. Кратер отсутствует. В географическом плане вулканическое сооружение имеет форму, близкую к кругу с диаметром 5 км, объём изверженного материала — 2,5 км³. Абсолютная высота — около 1775 м, относительная — около 800 м.
Вулкан входит в группу северного вулканического района, срединного вулканического пояса.
Деятельность вулкана относится к верхнечетвертичному периоду.